# Monoeca schrottkyi
Monoeca schrottkyi är en biart som först beskrevs av Heinrich Friese 1904.  Monoeca schrottkyi ingår i släktet Monoeca och familjen långtungebin. Inga underarter finns listade i Catalogue of Life.